# Campeonato Europeu de Natação em Piscina Curta de 2001
O Campeonato Europeu de Natação em Piscina Curta de 2001 foi a 5ª edição do evento organizado pela Liga Europeia de Natação (LEN). A competição foi realizada entre os dias 13 e 16 de dezembro de 2001 na Piscina Olímpica de Wezenberg, em Antuérpia na Bélgica. Contou com 38 provas com destaque para a Alemanha que obteve 21 medalhas, sendo 8 de ouro.

## Medalhistas
Esses foram os resultados da competição. 
Masculino
| Evento          | Ouro                                                                                | Ouro     | Prata                                                                                 | Prata    | Bronze                                                                        | Bronze   |
| 50 m Livre      | Stefan Nystrand · Suécia                                                            | 21.15    | Oleksandr Volynets · Ucrânia                                                          | 21.60    | Pieter van den Hoogenband · Países Baixos                                     | 21.65    |
| 100 m Livre     | Stefan Nystrand · Suécia                                                            | 47.15    | Pieter van den Hoogenband · Países Baixos                                             | 47.42    | Romain Barnier · França Duje Draganja · Croácia                               | 47.53    |
| 200 m Livre     | Pieter van den Hoogenband · Países Baixos                                           | 1:42.46  | Květoslav Svoboda · Chéquia                                                           | 1:44.78  | Stefan Herbst · Alemanha                                                      | 1:45.32  |
| 400 m Livre     | Emiliano Brembilla · Itália                                                         | 3:41.27  | Jörg Hoffmann · Alemanha                                                              | 3:42.09  | Jacob Carstensen · Dinamarca                                                  | 3:42.28  |
| 1500 m Livre    | Jörg Hoffmann · Alemanha                                                            | 14:41.20 | Alexei Filipets · Rússia                                                              | 14:41.98 | Nicolas Rostoucher · França                                                   | 14:47.47 |
| 50 m Costas     | Stev Theloke · Alemanha                                                             | 23.97    | Ante Mašković · Croácia                                                               | 24.53    | Peter Mankoč · Eslovênia                                                      | 24.54    |
| 100 m Costas    | Thomas Rupprath · Alemanha                                                          | 50.99    | Stev Theloke · Alemanha                                                               | 51.92    | Gregor Tait · Reino Unido                                                     | 52.90    |
| 200 m Costas    | Gordan Kožulj · Croácia                                                             | 1:53.37  | Yoav Gath · Israel                                                                    | 1:54.15  | Simon Dufour · França                                                         | 1:54.21  |
| 50 m Peito      | Oleg Lisogor · Ucrânia                                                              | 26.71    | Mark Warnecke · Alemanha                                                              | 26.75    | Darren Mew · Reino Unido                                                      | 26.85    |
| 100 m Peito     | Oleg Lisogor · Ucrânia                                                              | 59.02    | James Gibson · Reino Unido                                                            | 59.23    | Daniel Málek · Chéquia                                                        | 59.51    |
| 200 m Peito     | Maxim Podoprigora · Áustria                                                         | 2:07.79  | Ian Edmond · Reino Unido                                                              | 2:08.03  | Daniel Málek · Chéquia                                                        | 2:09.07  |
| 50 m Borboleta  | Lars Frölander · Suécia                                                             | 23.07    | Mark Foster · Reino Unido                                                             | 23.11    | Tero Välimaa · Finlândia                                                      | 23.59    |
| 100 m Borboleta | Thomas Rupprath · Alemanha                                                          | 50.26    | Lars Frölander · Suécia                                                               | 50.58    | James Hickman · Reino Unido                                                   | 51.32    |
| 200 m Borboleta | James Hickman · Reino Unido                                                         | 1:52.93  | Denys Sylantyev · Ucrânia                                                             | 1:53.34  | Anatoly Polyakov · Rússia                                                     | 1:53.54  |
| 100 m Medley    | Peter Mankoč · Eslovênia                                                            | 52.94    | Jens Kruppa · Alemanha                                                                | 54.10    | Jani Sievinen · Finlândia                                                     | 54.17    |
| 200 m Medley    | Peter Mankoč · Eslovênia                                                            | 1:56.18  | Jani Sievinen · Finlândia                                                             | 1:56.60  | Alessio Boggiatto · Itália                                                    | 1:57.52  |
| 400 m Medley    | Alessio Boggiatto · Itália                                                          | 4:06.99  | Robin Francis · Reino Unido                                                           | 4:08.49  | Jacob Carstensen · Dinamarca                                                  | 4:08.58  |
| 4x50 m Livre    | Ucrânia · Denys Sylantyev · Oleksandr Volynets · Oleg Lisogor · Vyacheslav Shyrshov | 1:26.09  | Países Baixos · Johan Kenkhuis · Gijs Damen · Ewout Holst · Pieter van den Hoogenband | 1:26.32  | Suécia · Erik Dorch · Stefan Nystrand · Lars Frölander · Jonas Tilly          | 1:26.77  |
| 4x50 m Medley   | Alemanha · Stev Theloke · Mark Warnecke · Thomas Rupprath · Carsten Dehmlow         | 1:35.14  | Reino Unido · Gregor Tait · James Gibson · James Hickman · Mark Foster                | 1:35.19  | Suécia · Jens Pettersson · Patrik Isaksson · Lars Frölander · Stefan Nystrand | 1:37.71  |

Feminino
| Evento          | Ouro                                                                                     | Ouro    | Prata                                                                              | Prata   | Bronze                                                                                 | Bronze  |
| 50 m Livre      | Inge de Bruijn · Países Baixos                                                           | 23.89   | Therese Alshammar · Suécia                                                         | 24.09   | Johanna Sjöberg · Suécia                                                               | 24.61   |
| 100 m Livre     | Inge de Bruijn · Países Baixos                                                           | 52.65   | Martina Moravcová · Eslováquia                                                     | 52.97   | Johanna Sjöberg · Suécia                                                               | 53.01   |
| 200 m Livre     | Martina Moravcová · Eslováquia                                                           | 1:54.74 | Solenne Figuès · França                                                            | 1:55.83 | Alessa Ries · Alemanha                                                                 | 1:57.34 |
| 400 m Livre     | Anja Čarman · Eslovênia                                                                  | 4:02.72 | Yana Klochkova · Ucrânia                                                           | 4:02.79 | Irina Ufimtseva · Rússia                                                               | 4:05.68 |
| 800 m Livre     | Flavia Rigamonti · Suíça                                                                 | 8:17.20 | Anja Čarman · Eslovênia                                                            | 8:20.31 | Irina Ufimtseva · Rússia                                                               | 8:23.28 |
| 50 m Costas     | Ilona Hlaváčková · Chéquia                                                               | 27.06   | Anu Koivisto · Finlândia                                                           | 27.75   | Janine Pietsch · Alemanha                                                              | 27.79   |
| 100 m Costas    | Ilona Hlaváčková · Chéquia                                                               | 57.75   | Sarah Price · Reino Unido                                                          | 59.46   | Janine Pietsch · Alemanha                                                              | 59.79   |
| 200 m Costas    | Sarah Price · Reino Unido                                                                | 2.04.59 | Nicole Hetzer · Alemanha                                                           | 2.06.65 | Anu Koivisto · Finlândia                                                               | 2.07.10 |
| 50 m Peito      | Emma Igelström · Suécia                                                                  | 30.56   | Janne Schaefer · Alemanha                                                          | 30.92   | Vera Lischka · Áustria                                                                 | 31.37   |
| 100 m Peito     | Anne Poleska · Alemanha                                                                  | 1:07.25 | Mirna Jukić · Áustria                                                              | 1:07.59 | Heidi Earp · Reino Unido                                                               | 1:08.25 |
| 200 m Peito     | Anne Poleska · Alemanha                                                                  | 2:21.93 | Mirna Jukić · Áustria                                                              | 2:22.26 | Emma Igelström · Suécia                                                                | 2:23.36 |
| 50 m Borboleta  | Therese Alshammar · Suécia                                                               | 25.73   | Anna-Karin Kammerling · Suécia                                                     | 25.88   | Natalia Soutiaguina · Rússia                                                           | 27.25   |
| 100 m Borboleta | Martina Moravcová · Eslováquia                                                           | 57.20   | Johanna Sjöberg · Suécia                                                           | 57.79   | Anna-Karin Kammerling · Suécia                                                         | 57.98   |
| 200 m Borboleta | Otylia Jędrzejczak · Polónia                                                             | 2:07.95 | Mette Jacobsen · Dinamarca                                                         | 2:08.13 | Georgina Lee · Reino Unido                                                             | 2:08.14 |
| 100 m Medley    | Martina Moravcová · Eslováquia                                                           | 1:00.16 | Alenka Kejžar · Eslovênia                                                          | 1:00.90 | Oxana Verevka · Rússia                                                                 | 1:01.92 |
| 200 m Medley    | Yana Klochkova · Ucrânia                                                                 | 2:09.52 | Nicole Hetzer · Alemanha                                                           | 2:09.70 | Alenka Kejžar · Eslovênia                                                              | 2:10.82 |
| 400 m Medley    | Nicole Hetzer · Alemanha                                                                 | 4:29.46 | Yana Klochkova · Ucrânia                                                           | 4:31.31 | Alenka Kejžar · Eslovênia                                                              | 4:33.46 |
| 4x50 m Livre    | Suécia · Cathrine Carlsson · Johanna Sjöberg · Therese Alshammar · Anna-Karin Kammerling | 1:38.29 | Países Baixos · Suze Valen · Hinkelien Schreuder · Annabel Kosten · Inge de Bruijn | 1:39.02 | Alemanha · Petra Dallman · Ann-Christiane Langmaack · Katrin Meissner · Janine Pietsch | 1:39.60 |
| 4x50 m Medley   | Suécia · Therese Alshammar · Emma Igelström · Anna-Karin Kammerling · Johanna Sjöberg    | 1:48.32 | Alemanha · Janine Pietsch · Janne Schaefer · Catherine Friedrich · Katrin Meissner | 1:49.92 | Países Baixos · Suze Valen · Madelon Baans · Inge de Bruijn · Annabel Kosten           | 1:50.00 |

## Quadro de medalhas
| Ordem | País          | Medalha de ouro | Medalha de prata | Medalha de bronze | Total |
| ----- | ------------- | --------------- | ---------------- | ----------------- | ----- |
| 1     | Alemanha      | 8               | 8                | 5                 | 21    |
| 2     | Suécia        | 7               | 4                | 6                 | 17    |
| 3     | Ucrânia       | 4               | 4                | 0                 | 8     |
| 4     | Países Baixos | 3               | 3                | 2                 | 8     |
| 5     | Eslovênia     | 3               | 2                | 3                 | 8     |
| 6     | Eslováquia    | 3               | 1                | 0                 | 4     |
| 7     | Reino Unido   | 2               | 6                | 5                 | 13    |
| 8     | Chéquia       | 2               | 1                | 2                 | 5     |
| 9     | Itália        | 2               | 0                | 1                 | 3     |
| 10    | Áustria       | 1               | 2                | 1                 | 4     |
| 11    | Croácia       | 1               | 1                | 1                 | 3     |
| 12    | Polónia       | 1               | 0                | 0                 | 1     |
| 12    | Suíça         | 1               | 0                | 0                 | 1     |
| 14    | Finlândia     | 0               | 2                | 3                 | 5     |
| 15    | Rússia        | 0               | 1                | 5                 | 6     |
| 16    | França        | 0               | 1                | 3                 | 4     |
| 17    | Dinamarca     | 0               | 1                | 2                 | 3     |
| 18    | Israel        | 0               | 1                | 0                 | 1     |
| Total | Total         | 38              | 38               | 39                | 115   |

Legenda
| Recorde mundial       | Recorde mundial (World record)               |                       | Recorde africano                      | Recorde africano (African) |                                           | Q | Classificado por posição (Qualified) |
| Recorde do campeonato | Recorde do campeonato (Championship record)  | Recorde da América    | Recorde da América (Americas)         | q                          | Classificado por melhor tempo (Qualified) |   |                                      |
| Melhor marca do ano   | Melhor marca do ano (World leading)          | Recorde asiático      | Recorde asiático (Asian)              | DNS                        | Não largou (Did not start)                |   |                                      |
| Recorde nacional      | Recorde nacional (National record)           | Recorde europeu       | Recorde europeu (European)            | DNF                        | Não terminou (Did not finish)             |   |                                      |
| Recorde pessoal       | Recorde pessoal do atleta (Personal best)    | Recorde da Oceania    | Recorde da Oceania (Oceania)          | DSQ / DQ                   | Desclassificado (Disqualified)            |   |                                      |
| Recorde da temporada  | Recorde da temporada do atleta (Season best) | Recorde sul-americano | Recorde sul-americano (South America) | NM                         | Sem marca (No mark)                       |   |                                      |